# Villa-Lobos Trio
Das Villa-Lobos Trio ist ein in Wien beheimatetes Klaviertrio.

## Wirken
Das von der Brasilianerin Rosângela Antunes und der Deutschen Katrin Schickedanz gegründete Ensemble hat sich ganz der Pflege der südamerikanischen Klaviertrioliteratur verschrieben. Heitor Villa-Lobos, einer der bedeutendsten lateinamerikanischen Komponisten, ist Namensgeber des Klaviertrios.
Neben zahlreichen Konzerten und Auftritten in Europa (v. a. Österreich und Deutschland), bestritt das Villa-Lobos Trio Konzertreisen nach Kenia, Jordanien und in die USA, wobei es sich bewusst als Botschafter und Vermittler zwischen den Kulturen versteht.
Immer wieder kommt es zu intensiven Zusammenarbeit mit zeitgenössischen lateinamerikanischen Komponisten: Der argentinische Dirigent und Komponist Lucio Jorge Bruno-Videla komponierte 2004 für das Villa-Lobos Trio das Werk „Yumba-Verwandlung“.
Im Herbst 2011 wurde das Ensemble und ihr Produzent Markus Wallner von der Latin Recording Academy für den Latin Grammy Award in der Kategorie Best Classical Album nominiert.

## Mitglieder
- Rosângela Antunes, Klavier
- Amarilio Ramalho, Violine (seit 2016, vorher Florian Wilscher bis 2013, Christine Schwarzinger 2013–16)
- Katrin Schickedanz, Violoncello

## Diskographie
- Villa-Lobos Trio: Heitor Villa-Lobos: 1. Klaviertrio, Astor Piazzolla „Cuatro Estaciones Porteñas“, Lucio Jorge Bruno-Videla: „Yumba-Verwandlung“ 2010 (Oehms Classics)[2]